# Tatyana Karimova
Tatyana Akbarovna Karimova (russisch Татьяна Акбаровна Каримова/Tatjana Akbarowna Karimowa; * 26. August 1948 in Chabarowsk, Russische SFSR, Sowjetunion) ist eine usbekische Wirtschaftswissenschaftlerin und Witwe des verstorbenen Präsidenten Islom Karimov. Als solche war sie zwischen 1991 und 2016 First Lady Usbekistans.

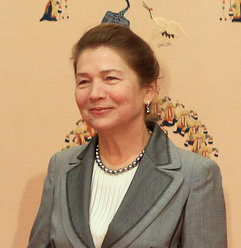
Tatyana Karimova (Februar 2010)

Während der Regierungszeit ihres Mannes war sie eine einflussreiche Persönlichkeit. Zusammen mit Rustam Inoyatov, dem Leiter des Nationalen Sicherheitsdienstes, soll sie eine Schlüsselrolle bei der Auswahl des Nachfolgers ihres Mannes gespielt haben.

## Leben und Wirken
Geboren in den schwierigen Jahren nach dem Zweiten Weltkrieg in einer Militärfamilie, zog Karimowa, die russischer und tadschikischer Herkunft ist, 1952 mit ihren Eltern in die Region Farg’ona. Sie hat eine jüngere Schwester namens Tamara Sobirova. Karimova lernte ihren späteren Ehemann am Anfang der 1960er-Jahre kennen. Das Paar heiratete im Jahr 1967. Zu diesem Zeitpunkt arbeitete sie als Ökonomin am Institut für Wirtschaftswissenschaften der Akademie der Wissenschaften Usbekistans. Zusammen bekamen sie zwei Kinder namens Gulnara (* 1972) und Lola (* 1978). Außerdem haben sie fünf Enkelkinder namens Islam Karimova Jr., Iman Karimova, Mariam Tillyaeva, Umar Tillyaev und Safiya Tillyaeva.
Obwohl Gulnora Karimova lange als Nachfolgerin ihres Vaters galt, soll sie seit April 2014 unter Hausarrest stehen. In einem handgeschriebenen Brief, der die BBC erreichte, klagte sie über Schläge und Narben, die ihr während des Arrests zugefügt worden sein sollen. Vor der Erstürmung von Gulnoras Wohnung durch eine usbekische Spezialeinheit gab es einen monatelangen Machtkampf innerhalb der Familie. Via Twitter zog Gulnora über ihre sechs Jahre jüngere Schwester Lola und ihre Mutter Tatjana her. Sie beschuldigte beide, gemeinsam mit der usbekischen Staatssicherheit Intrigen gegen sie zu schmieden.
Am 2. September 2016 starb Islom Karimov, ihre Nachfolgerin im Amt wurde Ziroatkhon Hoshimova als Ehefrau von Shavkat Mirziyoyev.